# Grania mangeri
Grania mangeri är en ringmaskart som först beskrevs av Wilhelm Michaelsen 1914.  Grania mangeri ingår i släktet Grania och familjen småringmaskar. Inga underarter finns listade i Catalogue of Life.